# Simeon Hamilton
Simeon Hamilton, född 14 maj 1987, är en amerikansk längdskidåkare som har tävlat i världscupen sedan februari 2010. 

## Karriär
Hamiltons bästa individuella resultat i världscupen är en sjundeplats i sprinten i Drammen den 7 mars 2012. Han vann dock etappsprinten i Tour de Ski 2013/2014, men den ingår inte i världscupen.
Hamiltons bästa mästerskapsresultat, OS och VM inkluderat, är en 25:e plats i sprinten i VM i Holmenkollen 2011.